# Ro Do-chon
Ro Do-chon (nome original em coreano:  노 도천; Seul, 3 de dezembro de 1936) é um ex-ciclista olímpico sul-coreano. Do-chon representou sua nação nos Jogos Olímpicos de Verão de 1960 na prova de perseguição por equipes, em Roma.